# هارولد دوناواي
هارولد دوناواي (بالإنجليزية: Harold Dunaway)‏ هو عسكري أمريكي، ولد في 7 أكتوبر 1933 في مقاطعة مكلينبرغ في الولايات المتحدة، وتوفي في 3 سبتمبر 2012 في CaroMont Regional Medical Center ‏ في الولايات المتحدة.

## وصلات خارجية
- هارولد دوناواي على موقع Racing-Reference.info (الإنجليزية)